# Centre d'Esports Sabadell Fútbol Club (femminile)
Il Centre d'Esports Sabadell Club de Futbol Femenino, noto semplicemente come Sabadell Femenino, è la sezione di calcio femminile dell'omonimo club con sede nella città di Sabadell, in Catalogna.
La squadra partecipa ai campionati nazionali e regionali della Federazione Catalana di Calcio ed è una delle realtà storiche del calcio femminile in Catalogna.
Le partite casalinghe vengono giocate presso le strutture del Centre d'Esports Sabadell, tra cui il Nova Creu Alta, lo stadio principale del club, e altri campi utilizzati per il settore giovanile e femminile.

## Storia
La sezione femminile del CE Sabadell è stata fondata nel 2002 con l'obiettivo di promuovere il calcio femminile nella regione. Fin dai primi anni, la squadra ha mostrato una crescita significativa, partecipando a diversi campionati regionali e nazionali. Nel corso degli anni, ha consolidato la sua presenza nelle competizioni di livello superiore, cercando di affermarsi come una delle squadre di riferimento in Catalogna.

## Struttura o Organizzazione
Il CE Sabadell femminile dispone di diverse squadre giovanili che fungono da vivaio per la prima squadra. La società lavora in collaborazione con la Federazione Catalana di Calcio per lo sviluppo del movimento femminile e promuove l'inclusione delle atlete nel mondo del calcio.
Le partite casalinghe vengono giocate presso le strutture del Centre d'Esports Sabadell, tra cui il Nova Creu Alta, lo stadio principale del club, e altri campi utilizzati per il settore giovanile e femminile.

## Allenatori
Tra gli allenatori più influenti nella storia del CE Sabadell femminile si distinguono Xavier Llorens, che ha guidato la squadra nella sua crescita iniziale dal 2004 al 2009, e Ana Junyent, che ha consolidato la squadra a livello nazionale tra il 2018 e il 2021.

## Calciatrici
Tra le giocatrici più rappresentative del CE Sabadell femminile spicca Marta Villagrasa, centrocampista che ha contribuito alla promozione del club nei campionati superiori tra il 2008 e il 2012, e Carla Morera, attaccante protagonista nelle annate più vincenti della squadra tra il 2015 e il 2019.

## Palmarès
- Coppa della Regina: 1

2003
Nel corso degli anni, il CE Sabadell femminile ha conquistato diversi trofei e riconoscimenti:
- Campionato di Segunda División Femenina: promozione in Primera División B nella stagione 2009-2010.
- Campionato Regionale Catalano: vincitrice nelle categorie inferiori nelle stagioni 2004-2005, 2007-2008 e 2012-2013.
- Coppa della Catalogna Femminile: finalista nelle edizioni del 2011, 2015 e 2018, dimostrando un livello competitivo elevato.
- Partecipazione alla Primera Nacional: ottenendo risultati di prestigio nelle stagioni 2016-2017 e 2018-2019, con piazzamenti di rilievo.